# Anna Maria Wasa

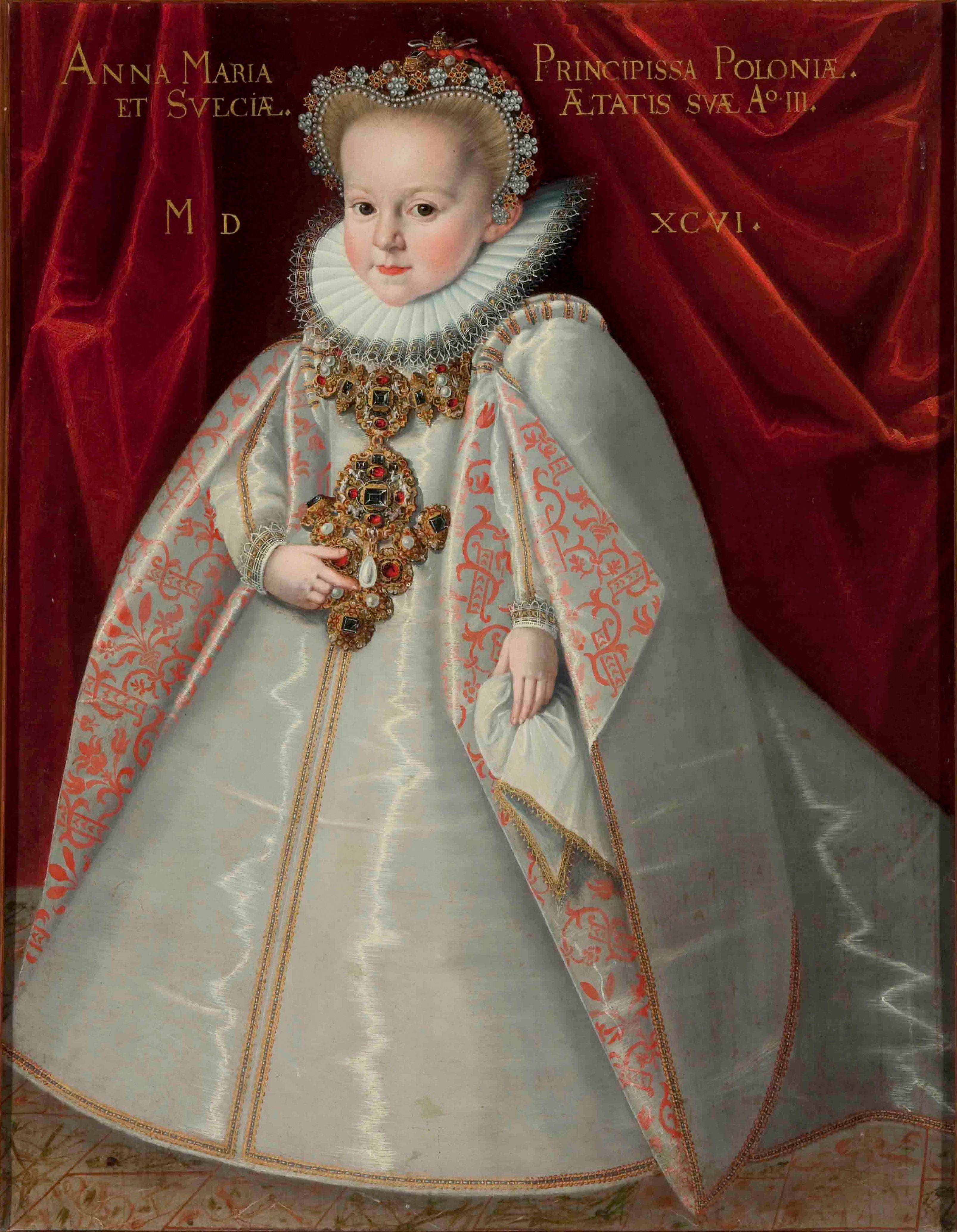
Portrait von Martin Kober 1596

Anna Maria Wasa (polnisch Anna Maria Waza; * 23. Mai 1593 in Krakau, Polen-Litauen; † 9. Februar 1600 ebenda) war Prinzessin von Polen-Litauen und Schweden, Tochter von Sigismund III. Wasa und Anna Habsburg. 

## Leben
Sie war die ältestes Tochter des Königspaares und ältere Schwester des späteren Königs Władysław IV. Wasa. Sie wurde nach ihrem frühen Tod in der Krypta unterhalb der Sigismundkapelle der Wawel-Kathedrale in Krakau beigesetzt.